# Études tsiganes
Études tsiganes est une revue française de sciences sociales consacrée aux Tsiganes et Gens du voyage, créée en 1955, dont une nouvelle série existe depuis 1993.

## Historique
Fondée en 1955, la revue paraît quatre fois par an. La revue devient semestrielle à partir de 1993, et propose des numéros thématiques. Elle est éditée par la FNASAT (Fédération nationale des associations solidaires d'action avec les Tsiganes et les Gens du voyage). Alain Reyniers en a assuré pendant 30 ans la direction scientifique jusqu'en 2020. Le conseil scientifique de la revue l'a depuis confiée à Grégoire Cousin et Gaëlla Loiseau.
Depuis son origine, la revue Études tsiganes est construite à partir des contributions de spécialistes issus de la recherche (histoire, anthropologie, sociologie, géographie...) ou du travail social. Elle adopte dans un premier temps la forme d'un modeste bulletin d'association, paraissant trois à quatre fois par an,  puis s'étoffe, en publiant notamment des travaux photographiques.
À partir de 1993, elle devient semestrielle et s'organise autour de numéros thématiques : Europe, identité, musique, femmes, mémoire, communication, école, ou encore nomadisme.
La revue propose une structure plus élaborée avec, autour d'un dossier central, des témoignages, un courrier des lecteurs, des rubriques permanentes apportant des informations diverses sur l'actualité des Tsiganes en Europe et dans le monde, leur musique, les publications scientifiques et la documentation audio-visuelle.
Études tsiganes est largement reconnue, notamment sur le plan international,, comme seule revue de référence en langue française dans son domaine de prédilection,.

### Auteurs
La revue a publié des articles de Bernard Provot, Patrick Williams, Rajko Đurić, Jacqueline Charlemagne, Jacques Sigot, Annie Kovacs Bosch, Emmanuel Filhol, Marcel Courthiade, Henriette Asséo, Christian Guyonvarc'h, Claire Auzias, ou encore François de Vaux de Foletier.